# Casa de la Cultura José Saramago
La Casa de la Cultura José Saramago es un gran espacio cultural situado en la ciudad española de Albacete.

## Historia
Con un coste de 7 millones de euros aportados por el Ayuntamiento de Albacete, la Casa de la Cultura José Saramago fue inaugurada el 4 de marzo de 2009 por el ministro de Cultura de España, César Antonio Molina y el presidente de Castilla-La Mancha José María Barreda.

## El edificio

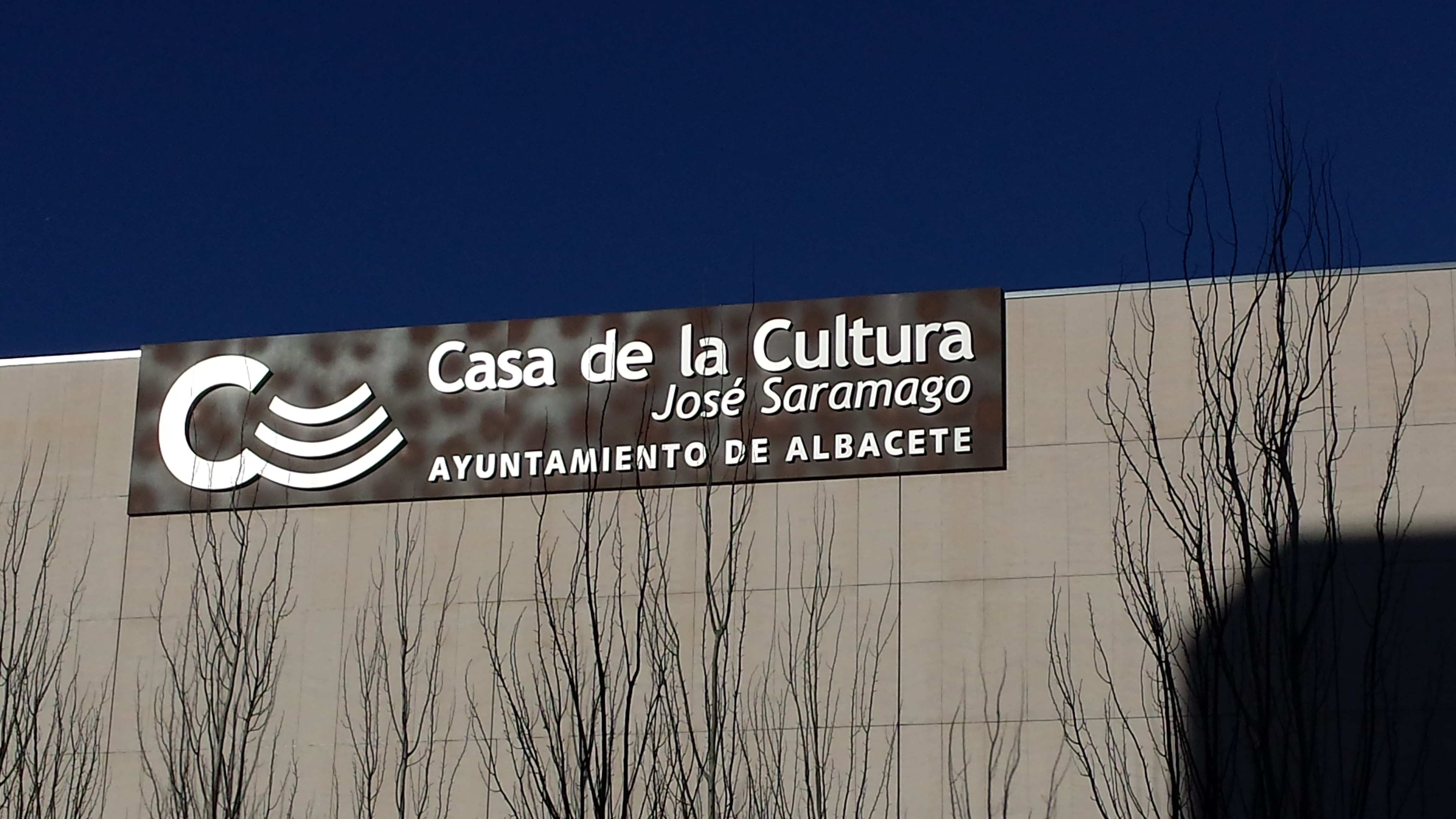
Logo de la Casa de la Cultura José Saramago.

La moderna construcción, obra del arquitecto valenciano Carlos Merit Cugat, está formada por una serie de edificaciones que dejan una gran plaza en su centro. 
En sus 14.000 metros cuadrados, que la hacen la casa de cultura más grande de la región, alberga numerosas dependencias de carácter cultural entre las que se incluyen: teatro, sala de conferencias, espacios expositivos, biblioteca municipal, auditorio, estudio de grabación, laboratorio de fotografía, aulas polivalentes o aulas especializadas. 
Asimismo, cuenta con cinco patios interiores destinados a exposiciones al aire libre y a otras actividades culturales.

## Características
Además de la gran cantidad de actos culturales de todo tipo que se celebran a diario en su seno, la Casa de la Cultura José Saramago es la sede de la Universidad Popular de Albacete y de la Escuela de Música Moderna de Albacete. 
Lleva el nombre de José Saramago en honor al famoso escritor ganador del Premio Nobel de Literatura en 1998.